# Jan van Paesschen
Jan van Paesschen (Pae-schen) ou Jan van Pascha nasceu em Bruxelas (algumas fontes mencionam Mechelen)  Paesschen era um carmelita flamengo, teólogo, pregador e escritor,  nascido na segunda metade do Séc. XV , e morreu na primeira metade do Séc. XVI. Doutor em teologia, ele participou da condenação de Henri Voes e Jean Van Eschen, primeiros mártires da Reforma, e fora autor de obras espirituais. Jan van Paesschen também era conhecido como John/Jean Paschasius, Pascheta, Paeschius e Pasqua.

## Biografia
Jan nasceu em Bruxelas em meados do Séc. XV, filho de Arnold van Paesschen e de Marie Picquot. Após os primeiros estudos, ele entrou para a Ordem dos carmelitas em Mechelen e, por isso, era chamado por alguns contemporâneos de "Johannes van Mechelen", o que levou à confusão com outro Carmelita com o mesmo nome. Em Mechelen, terminou seus estudos teológicos e foi ordenado sacerdote e depois designado para pregar o evangelho tanto em Mechelen mas, atuando principalmente em Antuérpia.. Em Antuérpia ele foi nomeado prior do convento carmelita.
Em 6 de fevereiro de 1504, obteve o doutorado em teologia na Universidade de Leuven (Lovaina) e tornou-se um regente (isto é, responsável) sobre os estudantes no convento da cidade universitária.
Em 1520, imperador Carlos V nomeou-o inquisidor ,(sob a supervisão do inquisidor chefe Frans van der Hulst) e nesta condição, levou-o entre os inquisidores, para lutar contra as heresias , particularmente o luteranismo. É por esta razão que, 1 de julho de 1523, em Bruxelas, Paesschen tomou lugar no julgamento que envolvia, o prior dos agostinianos de Antuérpia, Jacques Proost, um membro da congregação da Saxônia, que originalmente pertencia ao monge Martinho Lutero e seus subordinados. Jan participou desta condenação e três monges, Henricus Vos, Johannes Vanden Esschen e Lambertus de Toren, também sofreram a mesma condenação.
A data da morte deste carmelita é desconhecida, mas ele ainda estava vivo em 1532, quando foi substituído por Martin Cuypers à frente da comunidade de Mechelen, que ele anteriormente havia atuado. Por outro lado, o título de seu único trabalho publicado indica uma edição póstuma em 1563.

## Posteridade

### Manuscritos
Daniel de la Vierge-Marie, Cosme de Villiers e Norbert Hermans, historiadores carmelitas do Regime antigo, preservaram a memória de Jan van Paesschen. O carmelira John of Oudewater atribui a este autor um Speculum historiale ordinis carmelitarum’ em dez volumes.. Jean-Noël Paquot relata que quatro coleções de sermões ( Quadragesimales , Dominicales , Perventus e De Sanctis ), bem como um curso completo sobre as sentenças de Pierre Lombard, não foram encontrados . Por outro lado, o eminente bibliófilo descobriu uma crônica escrita por Pascasius sobre o convento de Mechelen e conservada no local sob o título Liber memorabilium, quae contigerunt in conventu Mechliniensi ab anno 1508 ad annum 1530 . Ele também copiou uma nota, na qual o Carmelita havia registrado algumas informações sobre o julgamento dos agostinianos de Antuérpia.

### O julgamento
Ficou claro que o inquisidor principal era Frans Van der Hulst, e que este era assistido por doutores em teologia: além de Pascisisus, os carmelitas Nicolas d'Egmont (segundo inquisidor) e Jacques de Hoogstraeten (pregador em Colônia), acompanhados pelos padres seculares Jean Latomus e Godeschalc Rosemont. O ato de degradação foi realizado por outro carmelita, Adrien Arnoldi de Bruges, sufragante do Arcebispo de Cambrai. O prior dos agostinianos tinha anteriormente se retratado, permanecendo três acusados: Lambert Thoren, que concordou em abjurar abertamente a heresia, então ele foi poupado, enquanto Henri Voes (de Bois-le-Duc) ) e Jean van der Esschen foram queimados vivos, depois de serem entregues a Jerome Van der Noot, abade de Grimbergen e chanceler de Brabante, que tomou lugar no julgamento com os membros do Conseil souverain de Brabant.

### Uma publicação
O período em que Jan van Paesschen viveu foi considerado um período de transição da Idade Média para a Nova Era. Ele ajudou a superar esta transição e escreveu um trabalho sobre a Via Crucis.
Sua obra uma peregrinação espiritual para a "Terra Santa"  isto é, um manual de piedade sobre a vida e paixão de Cristo , em que os exercícios foram divididos de modo a cobrir todos os dias do ano, sob a forma de estações (acompanhadas de breves descrições dos lugares), ao longo de uma rota de ida e volta, entre a cidade flamenga de Tienem, como se fora como em Jerusalém,Belém, na Jordânia, etc."  não foi escrita por experiência pessoal, mas foi baseada nas histórias de viagem de vários peregrinos que visitaram a Terra Santa. No final do Séc. XVI, este trabalho inspirou Chrétien Adrichomius com uma descrição de "Urbis Hieorosolymae" (1588). Este autor sustentava que Paesschen efetivamente havia realizado, em 1527, a jornada da Terra Santa. De acordo com Paquot, este é um erro, que decorre de um mal-entendido atribuível ao fato de que um editor de Paesschen, Pierre Calentyn (capelão do Grande Beguinagem de Leuven), aludiu, na dedicação de sua edição, para uma jornada semelhante realizada por seu primo, Henri Buffart, em 1527.
Este trabalho foi reimpresso em 1563, 1568 e 1576 (sempre em Leuven) e em 1612 em Ghent. As traduções também apareceram em francês e inglês.

### Obras
Além do trabalho recentemente descoberto em Bruxelas: "O início da peregrinação feminina",  Jan van Paesschen deixou escrito também uma série de outras obras de referência:
- "Livro "Memórias do que se passou" no convento Mechliniensi do ano 1508 ao ano 1530" [21]
- "O Livro IV do Centenário do Mestre"
- "Livro I dos sermões Quadragesimais"
- "Livro I dos sermões Dominicais"
- "Livro I dos sermões do Advento"
- "Livro I dos sermões do Sanctus".
- Livro de recordações, do que conseguiu cumprir nos anos Mechelinienses de 1508 a 1530 (manuscrito)

### Estudos / Citações
Jan van Paesschen foi mencionado no "Speculum hystericae ordinis Carmelitarum, Livro I" ppelo carmelita de Mechelen Jan van Oudewater (Joannes Palaeonydorus). Também no "Dicionário Biográfico da Literatura Holandesa do Norte e do Sul" de Frans Jozef Peter van den Branden e Johannes Godefridus Frederiks gravaram uma biografia de Jan van Paesschen.
- Eugène De Seyn [nota 1] "Van Paesschen (Johannes)", "Dicionário Biográfico de Ciências, Letras e Artes da Bélgica", Bruxelas, tomo. II 1936; pg. 1039; col. 1.
- Jean-Noël Paquot, [nota 2] "Jean van Paesschen, caso contrário, Joan Paschasius, Pasca ou Pasqua ", "Memórias para servir a história literária das dezessete províncias da Holanda, o principado de Liege e alguns países vizinhos, Leuven, Impressão acadêmica, tomo. V, 1765, pg. 20-26.

### Artigos relacionados
- Frans van der Hulst
- Pieter Titelmans
- Jean Aggerman
- Gilles De Smedt
- Adrien du Hecquet
- Petrus de Licht